# Michael Haas
Michael Haas (n. 8 aprilie 1810, Pinkafeld⁠(d), Burgenland, Austria – d. 27 martie 1866, Pesta, Regatul Ungariei) a fost un episcop al Diecezei Sătmarului.

## Activitatea
În pofida protestelor aprige ale naționaliștilor maghiari, episcopul Haas s-a implicat în păstrarea învățământului în limba germană pentru șvabii sătmăreni. Lui i se datorează continuarea existenței școlilor primare germane în comitatul Sătmar până spre sfârșitul secolului al XIX-lea.
Michael Haas a întreprins cercetări legate de folclorul și dialectul vorbit în zona sa de origine din Burgenland, înrudit cu dialectul bavarez. Haas a scris prima monografie despre hianți (Hianzen) și dialectul lor. A publicat de asemenea studii de folclor maghiar.